# 撥雲館
撥雲館（はつうんかん）は、近藤勇五郎が開いた剣術道場。

## 歴史

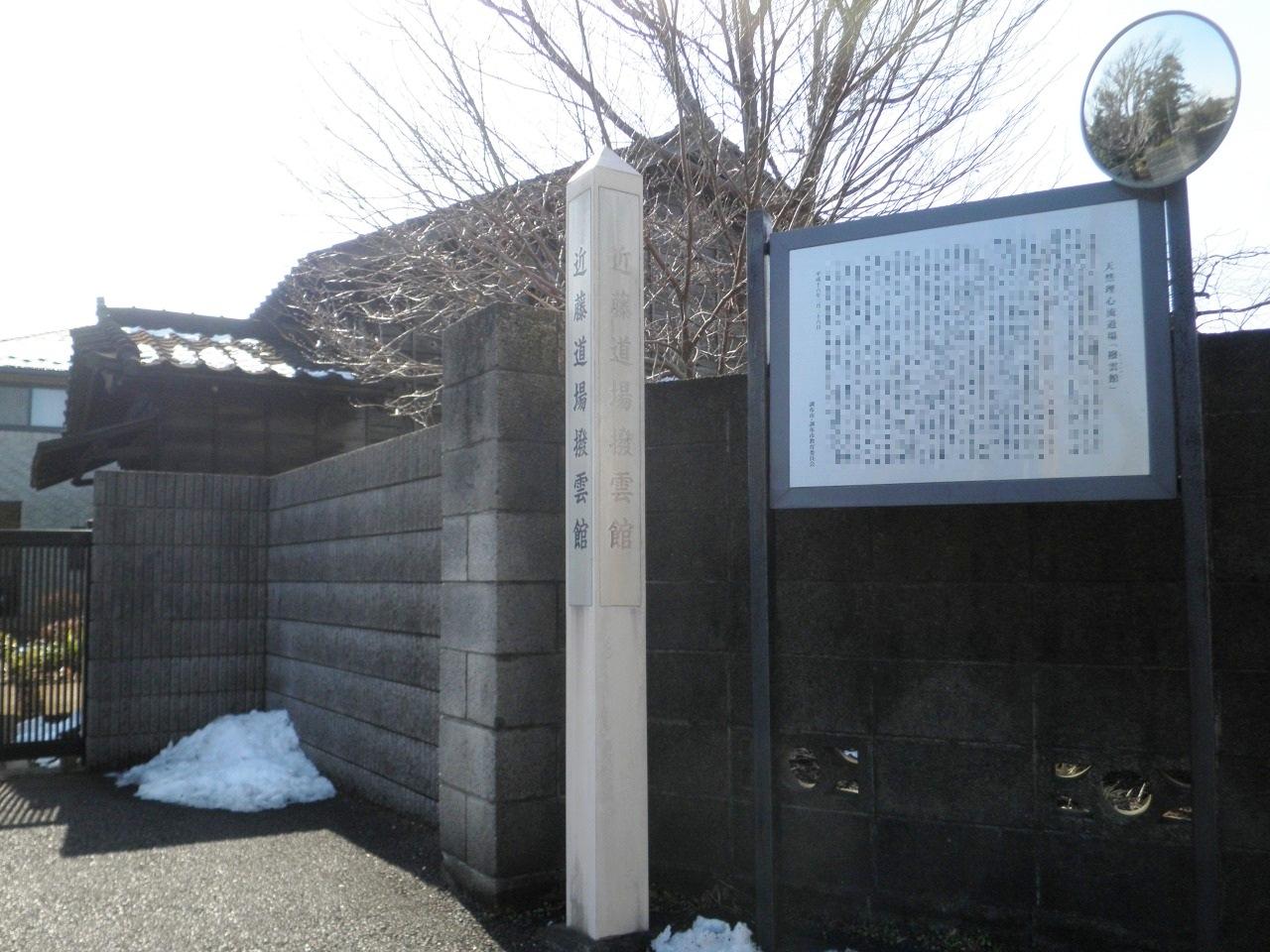
撥雲館

天然理心流第4代近藤勇の養子近藤勇五郎が1876年（明治9年）、近藤勇の生家の向かい（現東京都調布市野水）に開いた。撥雲とは暗雲を取り除くという意味で、山岡鉄舟が訪れた際に命名したという。
最盛期には多摩地域から門人3000人を抱えた。1931年（昭和6年）に改築され、昭和50年代まで稽古が続けられた。『月刊剣道日本』1978年（昭和53年）9月号の特集記事には「毎年稽古始めの正月5日以外はほとんど利用されていない」とある。
近藤は生前、弟子の加藤伊助に「俺が死んでも線香はいらない。ただ、竹刀の音だけは絶やさないようにしてくれ」といっており、加藤は太平洋戦争後、天然理心流第8代を継いだ。加藤は剣道七段でもあり、剣道の有段者に天然理心流を教授したという。
撥雲館が廃止された後は公共の体育館で稽古が続けられた。